# Fonda (España)

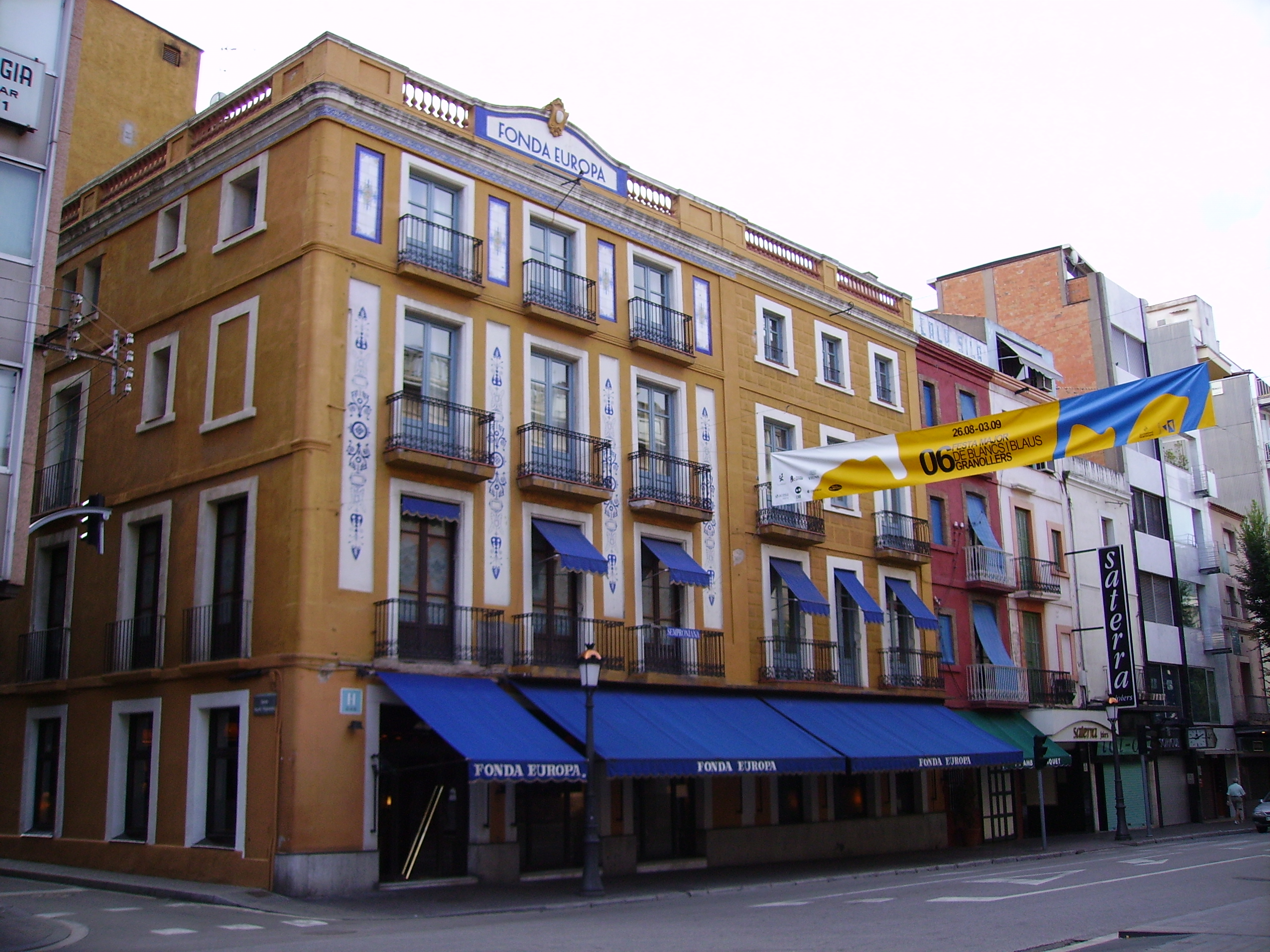
Histórica fonda de viajeros en Granollers (España), la Fonda Europa creada en 1923, protegida como bien cultural de interés local.

Fonda, en España, es un establecimiento de hostelería, más antiguo y de menor categoría que un hotel, donde se ofrecen hospedaje y comidas. Aunque como hospedería ha sido desplazada por las cadenas hoteleras y apartoteles, las fondas sobrevivientes siguen ofreciendo servicio, ligadas en muchas ocasiones a un pasado romántico sustentado en su abundante literatura desde la eclosión de los viajeros europeos románticos en España. Oficialmente, en algunas autonomías la fonda queda homologada como hostal, en tanto que en otras ha desaparecido su nombre/concepto de la reglamentación. En el lenguaje, periodístico, literario y popular, se convierte a menudo en sinónimo de mesón y posada.

## Etimología
Joan Corominas, en su Breve diccionario etimológico de la lengua castellana, presenta fonda como sinónimo de posada, pero de etimología dudosa, con un posible origen en el francés de Oriente «fonde», que entre los siglos xii y xiv designaba el establecimiento público donde se hospedaban los mercaderes y se almacenaban y vendían sus mercancías. Señala la procedencia del término francés de la voz árabe «fúndaq».
Algunos diccionarios sugieren que el origen del término viene del árabe hispano «fondac» (que se usa aún en Marruecos como «fendeq») procedente del árabe «funduq»; y que todo ello se relaciona con el término griego para albergue: «πανδοχεῖον».
Una etimología más completa –aunque no clara– sería: de «fondac», y este del árabe marroquí فندق («fendeq»), o del francés antiguo «fonde», a su vez del árabe clásico فندق («funduq»: albergue), este del griego antiguo πανδοχεῖον («pandojeĩon»), de πᾶς («pãs»: todos) y δέχομαι («déjomai»: recibir). Este recorrido etimológico coincide en parte con el de la alhóndiga («alfóndiga», de «al-fondaq») o almudín, términos para denominar en la península ibérica el antiguo almacén de granos y provisiones.

## Historia

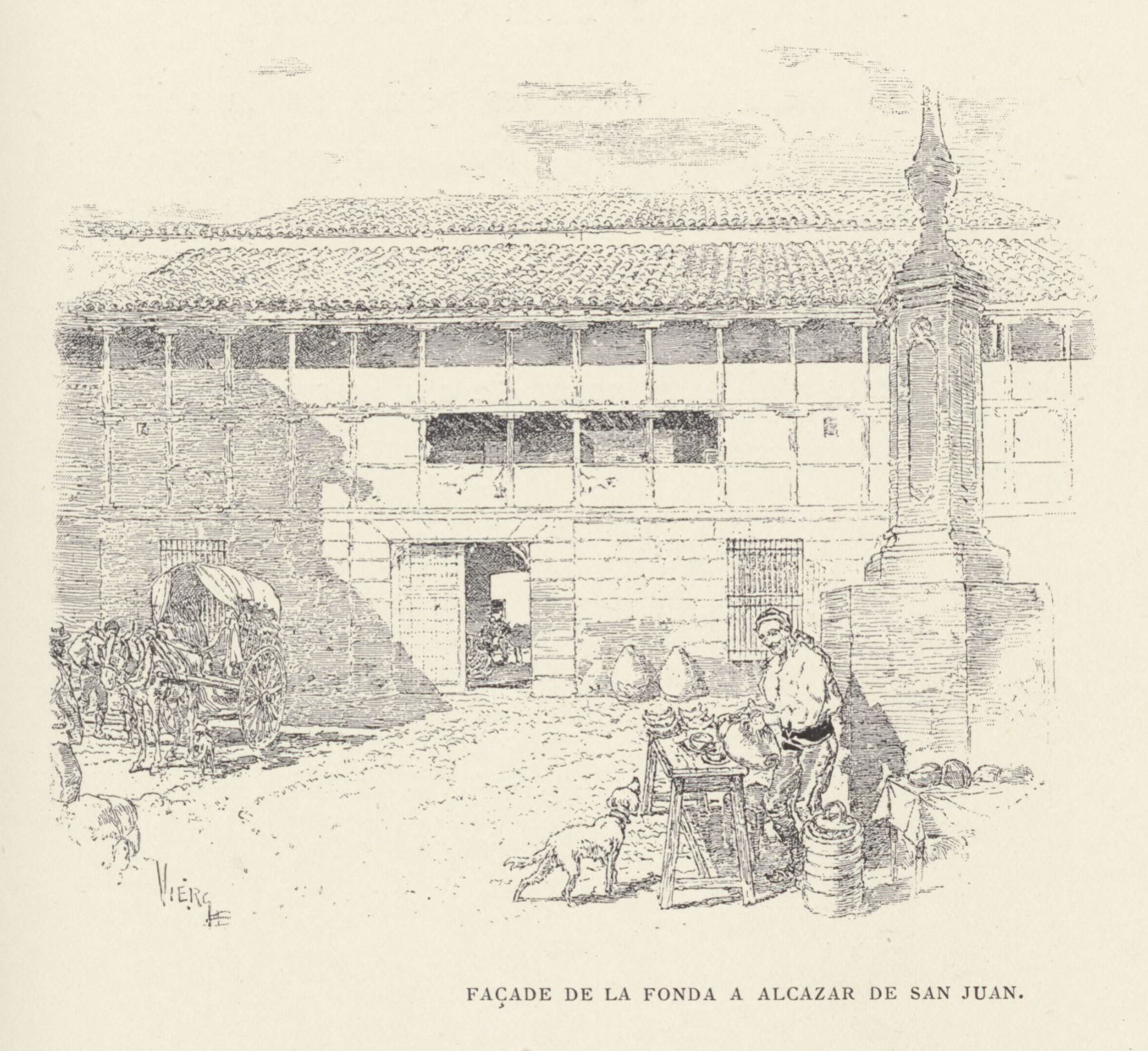
«Façade de la fonda a Alcazar de San Juan» por Vierge (Au pays de Don Quichotte, 1901)

Tanto la etimología referida, como el momento de aparición del uso de fonda en España para designar algunos tipos de primitivos establecimiento hosteleros, llevan a algunos autores a considerar la implicación de los franceses viajeros en España en el siglo xix, y relacionar el concepto de fonda como galicismo. Así llegarían a desarrollarse a lo largo de ese siglo en las principales capitales españolas, con evocadores nombres como Fonda de París, Fonda Genieys o Fonda de San Luis, todas ellas en Madrid.

### Las fondas madrileñas
Numerosos documentos de la época glosan y denuncian el lamentable estado de la cultura del hospedaje en el Madrid de los Austrias y los Borbones. Así describía un viajero la Fontana de Oro, supuestamente una de las más lujosas de la capital del ‘imperio español’: «...las paredes estaban desnudas, el yeso se había caído a trozos y el suelo estaba cubierto de baldosines de color ladrillo, muchos rotos, otros incluso desaparecidos, los muebles consistían en una destartalada carriola, una mesa de madera en mal estado y un par de sillas de mimbre... y la única fuente de calor era un mísero brasero». La propia Fonda de París, en la Puerta del Sol, primer hotel internacional que tuvo Madrid, inaugurado en 1864 con capital y gestión de empresarios franceses, no era más que una modesta sombra de la hostelería europea.
Otro singular establecimiento madrileño del ramo fue la que Galdós llama Fonda Española de la calle de la Abada, en su episodio nacional dedicado a Montes de Oca, y que presenta así en el capítulo I de dicha novela histórica:

En los cuarenta andaba el siglo cuando se inauguró (calle de la Abada, número tantos) el comedor o comedero público de Perote y Lopresti, con el rótulo de Fonda Española. No digamos, extremando el elogio, que fue el primer establecimiento montado en Madrid según el moderno estilo francés; mas no le disputemos la gloria de haber intentado antes que ningún otro realizar lo de utile dulci, anunciándose con el programa de la bondad unida a la baratura, y cumpliendo puntualmente, mientras pudo, su compromiso. La exótica palabra restaurant no era todavía vocablo corriente en bocas españolas: se decía fonda y comer de fonda, y fondas eran los alojamientos con manutención y asistencia, así como los refectorios sin pupilaje. Es forzoso reconocer que si nuestros antiguos bodegones y hosterías conservaban la tradición del comer castizo, bien sazonado y substancioso, los italianos, maestros en esta como en otras artes, introdujeron las buenas formas de servicio y un poco de aseo, o sus apariencias hipócritas, que hasta cierto punto suplen el aseo mismo. No fue tampoco reforma baladí el sustituir la lista verbal, recitada por el mozo, con la lista escrita, que encabezaban los ordubres, estrambótica versión del término hors d'œuvre. Lo que principalmente constituye el mérito de los italianos es la introducción del precio fijo, la regla económica de servir buen número de platos por el módico estipendio de doce reales, pues con tal sistema adaptaban su industria a la pobreza nacional, y establecían relaciones seguras con un público casi totalmente compuesto de empleados y militares de mezquino sueldo, de calaveras sin peculio, o de familias que empezaban a gustar la vanidad de comer fuera de casa en días señalados o conmemorativos.
Benito Pérez Galdós (1900) 

### En la literatura
En 1854, Emil Adolf Rossmässler, botánico y malacólogo alemán, en su relato de los viajes que hizo por España, incluye una curiosa –y harto confusa– definición de los diversos tipos de hospedaje de la época:

...quiero describir aquí brevemente las diferentes clases de fondas españolas para poder tomarlas a continuación como referencia. En primer lugar está la fonda, los hoteles españoles de primer rango, en las pequeñas ciudades; sin embargo, bastante mediocres. Hasta la Fonda de oriente en Barcelona carecía de la elegancia y limpieza alemanas. Es costumbre en las fondas pagar por todo el día lo que resulta siempre más barato que en nuestros hoteles, pero para los ahorrativos es incómodo cuando no se toma todo en la fonda. La habitación con cama, ambas casi siempre muy buenas, muy buen desayuno un una comida siempre demasiado abundante, el desayuno a las 9 y la comida a las 5 horas, ambos con vino según su gusto, tienen un precio de un duro... Por debajo de la fonda se encuentra primero el parador. Parece que la única diferencia con la posada que le sigue es el hecho que en él paran los coches del correo para comer...También ellos tienen precios fijos, bastante más altos, por la comida se pagan casi siempre 12 reales... A veces se encuentran en ellas establos para 100 o más animales. Aunque cada uno para por sí solo, por un servicio menos bueno, se paga no mucho menos que en las fondas... Ahora bien, las ventas son casi siempre, si no siempre, casas solitarias que se encuentran en la escala de lo soportable, muchas veces por debajo del punto cero, aunque a veces también se elevan hasta el estándar de las mejores posadas.

### Larra, Clarín, Galdós, Azorín
Además de las abundantes páginas que los viajeros europeos dejaron sobre el tema específico de las fondas españolas, pueden citarse también las aportaciones de grandes escritores como Larra, “Clarín”, Galdós y “Azorín”, entre muchos otros.
Larra, en La fonda nueva, se sirve de ese popular espacio para someter la España de su tiempo a un descarnado análisis: 

Tres años seguidos he tenido la desgracia de comer de fonda en Madrid, y en el día sólo el deseo de observar las variaciones que en nuestras costumbres se verifican con más rapidez de lo que algunos piensan, o el deseo de pasar un rato con amigos, pueden obligarme a semejante despropósito. No hace mucho, sin embargo, que un conocido mío me quiso arrastrar fuera de mi casa a la hora de comer.

-Vamos a comer a la fonda.

-Gracias; mejor quiero no comer.

-Comeremos bien; iremos a Genieys: es la mejor fonda.

-Linda fonda: es preciso comer de seis o siete duros para no comer mal. ¿Qué aliciente hay allí para ese precio? Las salas son bien feas; el adorno ninguno: ni una alfombra, ni un mueble elegante, ni un criado decente, ni un servicio de lujo, ni un espejo, ni una chimenea, ni una estufa en invierno, ni agua de nieve en verano, ni... ni Burdeos, ni Champagne... Porque no es Burdeos el Valdepeñas, por más raíz de lirio que se le eche.
Mariano José de Larra (1833)

Y así continúa el crítico dando un buen repaso a una bastante completa y periodística relación de las fondas más conocidas de Madrid de mediado el siglo. Si Larra dejó este análisis inmobiliario de las fondas, Leopoldo Alas "Clarín", el autor de La Regenta, en su colección de Cuentos morales, hace un curioso repaso de los huéspedes de las fondas, con escenas dignas de Alfred Hitchcock, cuando en el relato El dúo de la tos, escribe: «Pasaron una, dos horas. De tarde en tarde hacia dentro, en las escaleras, en los pasillos, resonaban los pasos de un huésped trasnochador; por las rendijas de la puerta entraban en las lujosas celdas, horribles con su lujo uniforme y vulgar, rayos de luz que giraban y desaparecían. Dos o tres relojes de la ciudad cantaron la hora; solemnes campanadas precedidas de la tropa ligera de los cuartos, menos lúgubres y significativos. También en la fonda hubo reloj que repitió el alerta. Pasó media hora más. También lo dijeron los relojes».
También merece la pena la cita que Galdós le dedica a la “gastronomía de las fondas” en este pasaje de su conocida novela Fortunata y Jacinta:

«¡Comer de fonda!». Esta idea se le clavó en el cerebro. Un rato estuvo Ido del Sagrario ante el establecimiento de El Tartera, que así se llamaba, mirando los dos tiestos de bónibus llenos de polvo, las insignias de los bolos y la rayuela, la mano negra con el dedo tieso señalando la puerta, y no se decidía a obedecer la indicación de aquel dedo. ¡Le sentaba tan mal la carne...! Desde que la comía le entraba aquel mal tan extraño y daba en la gracia estúpida de creer que Nicanora era la Venus de Médicis. Acordose, no obstante, de que el médico le recetaba siempre comer carne, y cuanto más cruda mejor. De lo más hondo de su naturaleza salía un bramido que le pedía ¡carne, carne, carne! Era una voz, un prurito irresistible, una imperiosa necesidad orgánica, como la que sienten los borrachos cuando están privados del fuego y de la picazón del alcohol.

Por fin no pudo resistir; colose dentro del ventorrillo, y tomando asiento junto a una de aquellas despintadas mesas, empezó a palmotear para que viniera el mozo, que era el mismo Tartera, un hombre gordísimo, con chaleco de Bayona y mandil de lanilla verde rayado de negro. No lejos de donde estaba Ido había un rescoldo dentro de enorme braserón, y encima una parrilla casi tan grande como la reja de una ventana. Allí se asaban las chuletas de ternera, que con la chamusquina en tan viva lumbre, despedían un olor apetitoso. «Chuletas» dijo D. José, y a punto vio entrar a un amigo, el cual le había visto a él y por eso sin duda entraba.
Benito Pérez Galdós (1886-1887)

Hay que incluir en esta selección a Azorín, al menos por el peso cuantitativo de las páginas dedicadas a las fondas, presentes ya en los titulares de uno de sus libros capitales, Castilla (1912), en el capítulo titulado «Ventas, posadas y fondas», cuya lectura puede arrojar tanta luz como confusión en el conflicto de diferenciar esos tres tipos de establecimientos hosteleros de la historia española.

## Fondas comerciales para viajantes

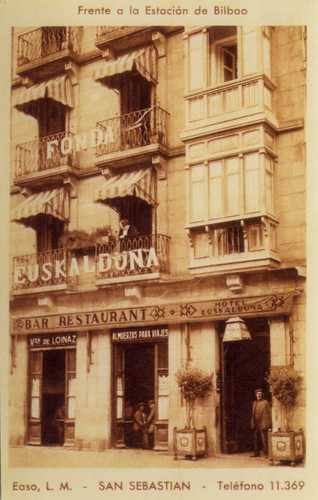
Fonda Euskalduna en Amara (San Sebastián) hacia 1900.

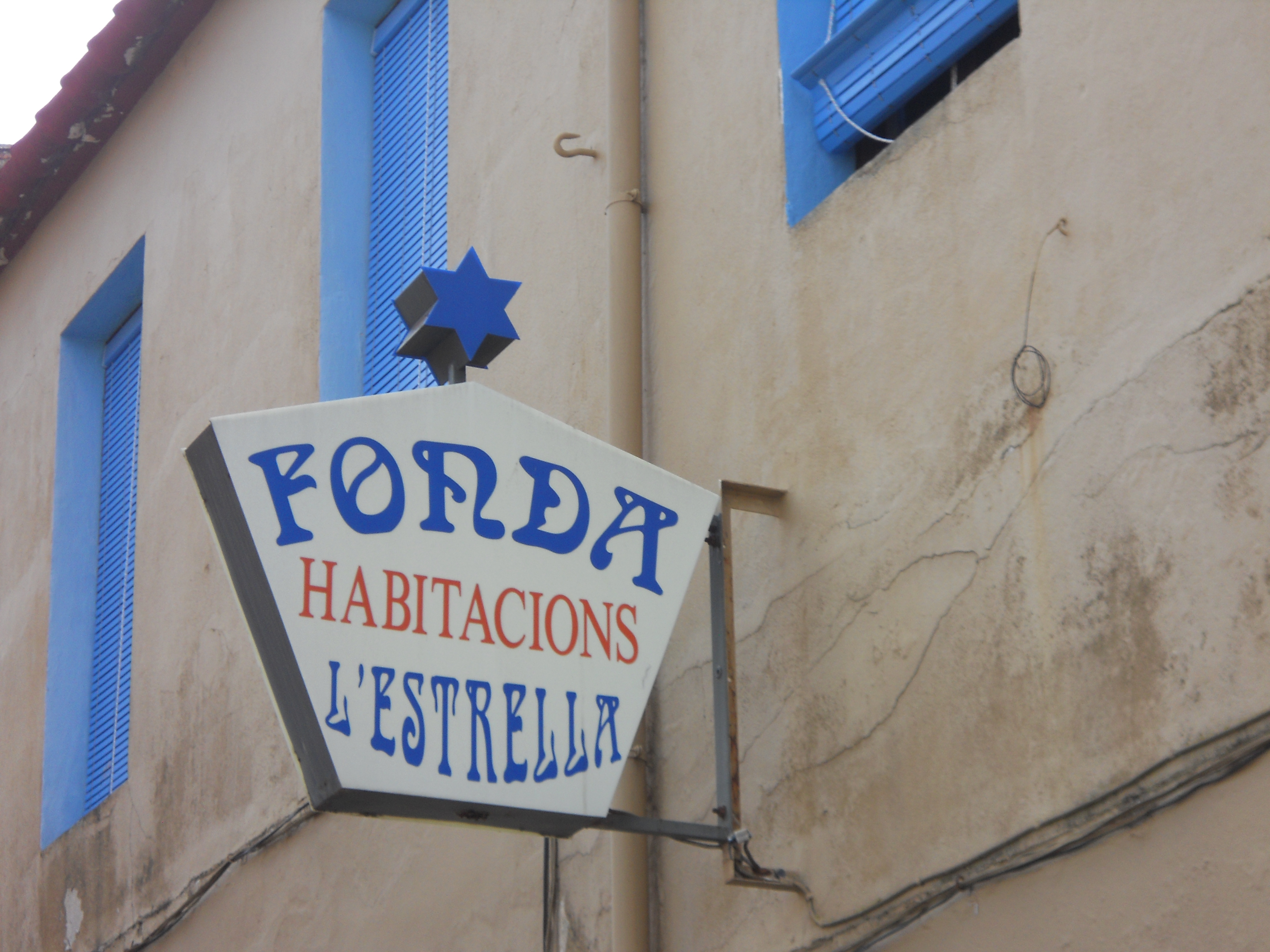
Letrero de la Fonda l'Estrella, en Palafrugell.

La revolución industrial burguesa y la expansión del ferrocarril generaron en España a lo largo del siglo xx un nuevo modelo de fonda, la también conocida como fonda de comercio o fonda de viajantes. Estos establecimientos, que en ocasiones llegaron a tener categoría de auténticos hoteles (como muchas fondas de Cataluña), se instalaron siempre en las proximidades de las estaciones o de las de autobús (antiguos coches de postas, diligencias o coches de línea, como en el ejemplo patente de la Fonda Peninsulares de Madrid) y –en algunos casos– llegaron a tener una personal idiosincrasia.

### Parada y fonda
Expresión asociada a la cultura del viajante de comercio que continúa dando nombre a establecimientos, revistas de turismo o secciones en la prensa, programas de radio y televisión, etc.